# Toy Hunter
Toy Hunter est une émission de télévision américaine diffusée aux États-Unis sur Travel Channel et en Europe sur Discovery Channel.

## Synopsis
L'émission suit les pérégrinations de Jordan Hembrough, collectionneur de jouets américain à la recherche de jouets anciens ou rares et dont il espère tirer profit de la revente dans sa boutique, lors de conventions ou auprès de personnalités comme Gene Simmons par exemple,,,.